# Simó II Gurieli
Simó II Gurieli fou mtavari de Gúria del 1778 al 1792. Va heretar els drets del seu pare Jordi V Gurieli el 1778 quan va morir Mamia IV Gurieli, i va ser proclamat mtavari. El rei Salomó I d'Imerècia el va deposar i va nomenar el seu germà petit Kai Khusrau IV Gurieli, però aquest va renunciar al tron i així va poder seguir al poder.
Casat amb la princesa Makrina (+ 1814) que fou regent del fill del 1805 al 1814 i era filla de Kaikhushru Tsereteli, príncep de Satseretelo.
Una filla es va casar amb Ioani Abashidze (+1822), fill del príncep Kaikhushru Abashidze, Asikbashi i de Darejan (filla del rei Salomó I d'Imerècia el Gran). Una altra es va casar amb Tariel Dadiani, mthavari de Mingrèlia (+ 1802); i una altra es va maridar amb Abdi Beg Khimshiashvili, príncep d'Atshara (+1859).
Va morir el 1792 i el va succeir al seu germà petit Vakhtang II Gurieli.